# Nacionalni prirodoslovni muzej
Nacionalni prirodoslovni muzej (engleski: National Museum of Natural History, skr. NMNH) je prirodoslovni muzej u parku National Mall, Washington, D.C. Njime upravlja institut Smithsonian, jedna od najvažnijih američkih istraživačkih institucija, koja uključuje mnoge druge muzeje, kao što su: Nacionalni muzej američke povijesti, Paviljon umjetnosti i industrije, te |Nacionalni muzeja zrakoplovstva i svemira, i dr. Ima besplatan ulaz i otvoren je 364 dana u godini. 
Otvoren 1910. godine, bio je jedna od prvih Smithsonijevih zgrada izgrađenih isključivo za držanje nacionalnih zbirki i istraživačkih objekata. Glavna zgrada ima ukupnu površinu od 1,5 milijuna m² s 325.000 m² izložbenog i javnog prostora, gdje radi preko 1.000 zaposlenih.
Muzejska zbirka sadrži preko 145 milijuna primjeraka biljaka, životinja, fosila, minerala, stijena, meteorita, ljudskih ostataka i ljudskih kulturnih artefakata, te najveću prirodoslovnu zbirku u svijetu.
U njemu djeluje oko 185 profesionalnih prirodoslovaca, što je najveća skupina znanstvenika posvećena proučavanju prirode i kulturne povijesti na svijetu.

## Povijest
Prije muzeja specijaliziranog za prirodoslovlje, institut Smithsonian je u samoj godini svog osnutka, 1846. godine, odlučio napraviti takozvani „nacionalni muzej” (National Museum of the United States, doslovno „Nacionalni muzej Sjedinjenih Država”). Po završetku radova ovaj je nacionalni muzej otvorio svoja vrata 1858. godine, a trenutno je ova zgrada sjedište instituta Smithsonian, popularno poznat i kao The Castle („Dvorac”). Nacionalni muzej u 19. stoljeću nije bio strogo specijaliziran, te je skupljao izloške koji nisu bili povezani s prirodnim znanostima. Kako su godine prolazile, prostor je počeo da se smanjuje, a dio zbirki poslan je u novu zgradu, Zgradu nacionalnog muzeja, sagrađenu 1879. i otvorenu u ožujku 1881. godine. Ova zgrada trenutno je „Paviljon umjetnosti i industrije”.
Vremenom je opet ponestalo prostora za smještaj kolekcije, te je 28. lipnja 1902. god. Kongres Sjedinjenih Američkih Država odobrio izgradnju nove zgrade. Ona je dovršena tek u lipnju 1911., ali u međuvremenu, dok su još trajali zadnji radovi, zgrada Nacionalnog prirodoslovnog muzeja je otvorila svoja vrata za javnost 17. ožujka 1905. god.
Ovaj je muzej druga najpopularnija ustanova među Smithsonovim muzejima. God.2016., sa 7,1 milijuna posjetitelja, NMNH je bio jedanaesti najposjećeniji muzej na svijetu i najposjećeniji prirodoslovni muzej na svijetu.

## Kolekcija
Muzejska zbirka sadrži preko 145 milijuna primjeraka biljaka, životinja, fosila, minerala, stijena, meteorita i etnološke predmete. Zbirka sadrži 46 kompletnih primjeraka dinosaura (kao što su: Ceratosaurus nasicornis, Stegosaurus stenops, Camptosaurus browni, i dr.)
. 
Među najpoznatijim izlošcima muzeja je dijamant Hope, drugi najposjećeniji artefakt na svijetu (6 milijuna posjetitelja godišnje) nakon Mona Lise u Louvreu (8 milijuna posjetitelja godišnje).
- Dvorana dinosaura
- Kostur Ceratosaurusa
- Kostur Triceratopsa
- Dvorana oceana
- Dvorana sisavaca
- Kostur vunenog mamuta
- Lubanja Krapinskog neandertalca s nalazišta Hušnjakovo brdo (Krapina C)
- Moai s Uskršnjeg otoka (Rapa Nui)
- Komemorativna brončana glava kralja naroda Edo, Benin, 18. st.
- Dijamant Hope, otkriven prije 1668.
- Zvijezda Azije, veliki zvjezdasti safir od 330 karata
- Korejska porculanska vaza s uzorkom zmaja iz dinastije Joseon, kasno 19. st.
- Dijadema Marije Lujze
- Marokanska posuda iz kasnog 19. st.
- Liturgijska kruna sv. Jurja iz Addis Ababe, Etiopija, rano 20. st.
- Maslinasti bazalt s Mjeseca, prikupljen tijekom misije Apollo 15
- Izloženi meteoriti
- Izloženi minerali Bisbeea

## Vanjske poveznice
|  | Zajednički poslužitelj ima još gradiva o temi Nacionalni prirodoslovni muzej |

- Službene stranice muzeja  Arhivirana inačica izvorne stranice od 22. veljače 2016. (Wayback Machine) (engl.)
- NMNH na stranicama Google Cultural Institute (engl.)

38°53′29″N 77°01′33″W / 38.89139°N 77.02583°W